# Tour de France 1996
83. Tour de France rozpoczął się 29 czerwca w ’s-Hertogenbosch w Holandii, a zakończył się 21 lipca w Paryżu. Wyścig składał się z prologu i 21 etapów, w tym: 13 etapów płaskich, 6 etapów górskich i 3 etapów jazdy na czas. Cała trasa liczyła 3764 km.

## Klasyfikacje
Klasyfikację generalną wygrał Duńczyk Bjarne Riis, wyprzedzając Niemca Jana Ullricha i Francuza Richarda Virenque. Virenque wygrał też klasyfikację górską, Niemiec Erik Zabel wygrał klasyfikację punktową, a Jan Ullrich był najlepszy w klasyfikacji młodzieżowej. Najaktywniejszym kolarzem został Virenque. W klasyfikacji drużynowej najlepsza była francuska drużyna Festina.

## Doping
Zwycięzca klasyfikacji generalnej, Bjarne Riis w 2007 roku przyznał się, że m.in. podczas Touru stosował doping. Organizatorzy i postanowili odebrać mu żółtą koszulkę, choć decyzji tej nigdy nie uznała Międzynarodowa Unia Kolarska. W 2008 roku ponownie wpisano jego nazwisko na listę zwycięzców, jednak z dopiskiem iż przyznał się do stosowania dopingu w trakcie wyścigu. Przyznał się do winy po ponad dziesięciu latach wobec czego zdecydowano, że po tak długim czasie nie można już zmienić wyniku. Podobnie jest ze zwycięzcą w klasyfikacji punktowej, Erikiem Zabelem i jego zieloną koszulką.
Około 1996 roku kilku kolarzy grupy Telekom, w tym Niemcy Rolf Aldag, Udo Bölts i Christian Henn oraz Duńczyk Brian Holm przyznali się do stosowania erytropoetyny (EPO). Trzeci w klasyfikacji generalnej Virenque oraz Szwajcar Laurent Dufaux byli zamieszani w aferę związaną z drużyną Festina w 1998 roku.

## Drużyny
W tej edycji TdF wzięły udział 22 drużyny:
| - Banesto - ONCE - Team Telekom - Mapei-GB - MG Maglificio-Technogym - Gewiss Playbus | - Kelme-Artiach - Brescialat - Agrigel-La Creuse-Fenioux - Aubervilliers 93 - Motorola - Festina-Lotus | - Rabobank - GAN - Saeco-AS Juvenes San Marino - Team Polti - Panaria-Vinavil - Carrera Jeans-Tassoni | - Roslotto-ZG Mobili - TVM-Farm Frites - Refin-Mobilvetta - Lotto |

## Etapy
| P  | 29 czerwca | ’s-Hertogenbosch                        | ITT 9,4 km    | Alex Zülle             |               |               |               |
| 1  | 30 czerwca | ’s-Hertogenbosch                        | 209,0 km      | Frédéric Moncassin     |               |               |               |
| 2  | 1 lipca    | ’s-Hertogenbosch – Wasquehal            | 247,5 km      | Mario Cipollini        |               |               |               |
| 3  | 2 lipca    | Wasquehal – Nogent-sur-Oise             | 195,0 km      | Erik Zabel             |               |               |               |
| 4  | 3 lipca    | Soissons – Lac de Madine                | 232,0 km      | Cyril Saugrain         |               |               |               |
| 5  | 4 lipca    | Lac de Madine – Besançon                | 242,0 km      | Jeroen Blijlevens      |               |               |               |
| 6  | 5 lipca    | Arc-et-Senans – Aix-les-Bains           | 207,0 km      | Michael Boogerd        |               |               |               |
| 7  | 6 lipca    | Chambéry – Les Arcs                     | 200,0 km      | Luc Leblanc            |               |               |               |
| 8  | 7 lipca    | Bourg-Saint-Maurice – Val d’Isère       | ITT 30,5 km   | Jewgienij Bierzin      |               |               |               |
| 9  | 8 lipca    | Le Monêtier-les-Bains – Sestriere       | 46,0 km       | Bjarne Riis            |               |               |               |
| 10 | 9 lipca    | Turyn – Gap                             | 208,5 km      | Erik Zabel             |               |               |               |
|    | 10 lipca   | Dzień przerwy                           | Dzień przerwy | Dzień przerwy          | Dzień przerwy | Dzień przerwy | Dzień przerwy |
| 11 | 11 lipca   | Gap – Valence                           | 202,0 km      | José Jaime González    |               |               |               |
| 12 | 12 lipca   | Valence – Le Puy-en-Velay               | 143,5 km      | Pascal Richard         |               |               |               |
| 13 | 13 lipca   | Le Puy-en-Velay – Super Besse           | 177,0 km      | Rolf Sørensen          |               |               |               |
| 14 | 14 lipca   | Besse-et-Saint-Anastaise – Tulle        | 186,5 km      | Dżamolidin Abdużaparow |               |               |               |
| 15 | 15 lipca   | Brive-la-Gaillarde – Villeneuve-sur-Lot | 179,0 km      | Massimo Podenzana      |               |               |               |
| 16 | 16 lipca   | Agen – Hautacam                         | 199,0 km      | Bjarne Riis            |               |               |               |
| 17 | 17 lipca   | Argelès-Gazost – Pampeluna              | 262,0 km      | Laurent Dufaux         |               |               |               |
| 18 | 18 lipca   | Pampeluna – Hendaye                     | 154,5 km      | Bart Voskamp           |               |               |               |
| 19 | 19 lipca   | Hendaye – Bordeaux                      | 226,5 km      | Frédéric Moncassin     |               |               |               |
| 20 | 20 lipca   | Bordeaux – Saint-Émilion                | ITT 63,5 km   | Jan Ullrich            |               |               |               |
| 21 | 21 lipca   | Palaiseau – Paryż (Champs-Élysées)      | 147,5 km      | Fabio Baldato          |               |               |               |

## Liderzy klasyfikacji po etapach
| Etap                 | Zwycięzca              | Klasyfikacja generalna | Klasyfikacja górska | Klasyfikacja punktowa | Klasyfikacja młodzieżowa | Klasyfikacja drużynowa |
| -------------------- | ---------------------- | ---------------------- | ------------------- | --------------------- | ------------------------ | ---------------------- |
| P                    | Alex Zülle             | Alex Zülle             | brak                | Alex Zülle            | Christophe Moreau        | ONCE                   |
| 1                    | Frédéric Moncassin     | Alex Zülle             | brak                | Ján Svorada           | Paolo Savoldelli         | ONCE                   |
| 2                    | Mario Cipollini        | Alex Zülle             | Danny Nelissen      | Ján Svorada           | Paolo Savoldelli         | ONCE                   |
| 3                    | Erik Zabel             | Frédéric Moncassin     | José Luis Rubiera   | Ján Svorada           | Jeroen Blijlevens        | ONCE                   |
| 4                    | Cyril Saugrain         | Stéphane Heulot        | Danny Nelissen      | Frédéric Moncassin    | Stéphane Heulot          | GAN                    |
| 5                    | Jeroen Blijlevens      | Stéphane Heulot        | Danny Nelissen      | Frédéric Moncassin    | Stéphane Heulot          | GAN                    |
| 6                    | Michael Boogerd        | Stéphane Heulot        | Léon van Bon        | Frédéric Moncassin    | Stéphane Heulot          | Rabobank               |
| 7                    | Luc Leblanc            | Evgeni Berzin          | Richard Virenque    | Frédéric Moncassin    | Jan Ullrich              | Mapei                  |
| 8                    | Jewgienij Bierzin      | Evgeni Berzin          | Richard Virenque    | Frédéric Moncassin    | Jan Ullrich              | Team Telekom           |
| 9                    | Bjarne Riis            | Bjarne Riis            | Richard Virenque    | Frédéric Moncassin    | Jan Ullrich              | Team Telekom           |
| 10                   | Erik Zabel             | Bjarne Riis            | Richard Virenque    | Erik Zabel            | Jan Ullrich              | Team Telekom           |
| 11                   | José Jaime González    | Bjarne Riis            | Richard Virenque    | Erik Zabel            | Jan Ullrich              | Mapei                  |
| 12                   | Pascal Richard         | Bjarne Riis            | Richard Virenque    | Erik Zabel            | Jan Ullrich              | Rabobank               |
| 13                   | Rolf Sørensen          | Bjarne Riis            | Richard Virenque    | Erik Zabel            | Jan Ullrich              | Mapei                  |
| 14                   | Dżamolidin Abdużaparow | Bjarne Riis            | Richard Virenque    | Erik Zabel            | Jan Ullrich              | Mapei                  |
| 15                   | Massimo Podenzana      | Bjarne Riis            | Richard Virenque    | Erik Zabel            | Jan Ullrich              | Mapei                  |
| 16                   | Bjarne Riis            | Bjarne Riis            | Richard Virenque    | Erik Zabel            | Jan Ullrich              | Mapei                  |
| 17                   | Laurent Dufaux         | Bjarne Riis            | Richard Virenque    | Erik Zabel            | Jan Ullrich              | Festina                |
| 18                   | Bart Voskamp           | Bjarne Riis            | Richard Virenque    | Erik Zabel            | Jan Ullrich              | Festina                |
| 19                   | Frédéric Moncassin     | Bjarne Riis            | Richard Virenque    | Erik Zabel            | Jan Ullrich              | Festina                |
| 20                   | Jan Ullrich            | Bjarne Riis            | Richard Virenque    | Erik Zabel            | Jan Ullrich              | Festina                |
| 21                   | Fabio Baldato          | Bjarne Riis            | Richard Virenque    | Erik Zabel            | Jan Ullrich              | Festina                |
| Klasyfikacja końcowa | Klasyfikacja końcowa   | Bjarne Riis            | Richard Virenque    | Erik Zabel            | Jan Ullrich              | Festina                |

## Klasyfikacje końcowe

### Klasyfikacja generalna
| Pozycja | Zawodnik           | Drużyna            | Czas         |
| ------- | ------------------ | ------------------ | ------------ |
| 1.      | Bjarne Riis        | Telekom            | 95 h 57' 16" |
| 2.      | Jan Ullrich        | Telekom            | +1' 41"      |
| 3.      | Richard Virenque   | Festina            | +4' 37"      |
| 4.      | Laurent Dufaux     | Festina            | +5' 53"      |
| 5.      | Peter Luttenberger | Carrera            | +7' 07"      |
| 6.      | Luc Leblanc        | Polti              | +10' 03"     |
| 7.      | Pēteris Ugrjumovs  | Roslotto-ZG Mobili | +10' 04"     |
| 8.      | Fernando Escartín  | Kelme              | +10' 26"     |
| 9.      | Abraham Olano      | Kelme              | +11' 00"     |
| 10.     | Tony Rominger      | Kelme              | +11' 53"     |

### Klasyfikacja punktowa
| Pozycja | Zawodnik               | Drużyna      | Punkty |
| ------- | ---------------------- | ------------ | ------ |
| 1.      | Erik Zabel             | Telekom      | 335    |
| 2.      | Frédéric Moncassin     | GAN          | 284    |
| 3.      | Fabio Baldato          | MG-Technogym | 255    |
| 4.      | Dżamolidin Abdużaparow | Rein         | 204    |
| 5.      | Jeroen Blijlevens      | TVM          | 158    |

### Klasyfikacja górska
| Pozycja | Zawodnik         | Drużyna | Punkty |
| ------- | ---------------- | ------- | ------ |
| 1.      | Richard Virenque | Festina | 383    |
| 2.      | Bjarne Riis      | Telekom | 274    |
| 3.      | Laurent Dufaux   | Festina | 176    |
| 4.      | Laurent Brochard | Festina | 168    |
| 5.      | Luc Leblanc      | Polti   | 158    |

### Klasyfikacja młodzieżowa
| Pozycja | Zawodnik           | Drużyna  | Czas         |
| ------- | ------------------ | -------- | ------------ |
| 1.      | Jan Ullrich        | Telekom  | 95 h 58' 57" |
| 2.      | Peter Luttenberger | Carrera  | +5' 26"      |
| 3.      | Manuel Fernández   | Mapei    | +24' 47"     |
| 4.      | Leonardo Piepoli   | Rein     | +25' 55"     |
| 5.      | Michael Boogerd    | Rabobank | +1h 12' 04"  |

### Klasyfikacja drużynowa
| Pozycja | Drużyna  | Czas          |
| ------- | -------- | ------------- |
| 1.      | Festina  | 287 h 46' 20" |
| 2.      | Telekom  | +15' 14"      |
| 3.      | Mapei-GB | +51' 36"      |
| 4.      | Roslotto | +1 h 22' 29"  |
| 5.      | ONCE     | +1 h 36' 10"  |